# Grünwalder Stadion
El Städtisches Stadion an der Grünwalder Straße (en español: Estado municipal de la calle Grünwalder) conocido como Grünwalder Stadion, es un estadio de usos múltiples en Múnich, Alemania. Fue construido el 21 de mayo de 1911 y es el estadio donde juega sus partidos como local el TSV 1860 Múnich desde que descendió en la temporada 2016-2017 a la Regionalliga Bayern, siéndolo también con anterioridad hasta 1995. Su rival, el Bayern de Múnich, también jugó en el estadio desde 1926 hasta 1972, cuando se mudaron al nuevo Estadio Olímpico de Múnich. Hoy en día también juegan sus partidos los equipos juveniles (sub-21 y sub-19) del 1860 Múnich, el Bayern de Múnich II, sub-19, y femenino.
El estadio llegó a poseer un aforo para 58 560 personas en 1948.